# Capa S
La capa S (capa superficial) es la parte más externa de la envoltura celular bacteriana presente en muchas bacterias y en la mayoría de las arqueas. Consiste en una capa superficial de estructura cristalina bidimensional y monomolecular integrada por proteínas o glicoproteínas, que se autoensambla rodeando toda la superficie de la célula. Las proteínas de la capa S pueden diferir marcadamente incluso entre especies relacionadas y pueden representar hasta el 10-15% del contenido proteínico total de una célula.

 Dependiendo de la especie, la capa S puede tener un grosor entre 5 y 25 nm y todos los poros tienen un diámetro idéntico comprendido entre 2 y 8 nm.
La estructura cristalina de la capa S puede construirse como una red de simetría oblicua (p1, p2), cuadrada (p4) o hexagonal (p3, p6). Dependiendo de la simetría de red, la capa S está compuesta por una (P1), dos (P2), tres (P3), cuatro (P4) o seis (P6) subunidades idénticas de proteína. El espaciado entre centros (unidad de dimensión de la red) puede estar comprendido entre 2,5 y 35 nm.

## Fijación de la capa S a la pared celular
- En las bacterias Gram-negativas, la capa S se fija a los lipopolisacáridos  mediante interacciones iónicas, carbohidrato-carbohidrato, proteína-carbohidrato y/o proteína-proteína.
- En las bacterias Gram-positivas, cuya capa S presenta homología de capas superficiales (SLH), domina el enlace entre el peptidoglicano y el polímero secundario de la pared celular (por ejemplo, ácido teicurónico). En la ausencia de SLH, el enlace se realiza por interacciones electrostáticas entre la proteína cargada positivamente de la capa S y el polímero secundario cargado negativamente de la pared celular.
- En las arqueas Gram-negativas, las proteínas de la capa S poseen una fijación hidrofóbica que se asocia con la membrana lípida subyacente.
- En las arqueas Gram-positivas, las proteínas de la capa S enlazan con el pseudopeptidoglicano.

## Funciones biológicas de la capa S
Puesto que para muchas bacterias la capa S es la parte más externa que interacciona con el ambiente, sus funciones son muy diversas y varían dependiendo de la especie. En las arqueas Gram-negativas, la capa S es el único componente de la pared celular y por lo tanto es importante para la estabilización mecánica. Otras funciones adicionales asociadas a la capa S incluyen:
- Protección contra los bacteriófagos y la fagocitosis.
- Resistencia a pH bajos.
- Barrera para las sustancias de alto peso molecular (por ejemplo, enzimas líticas).
- Adherencia (en la capa S de glicosilato).
- Estabilización de la membrana.
- Proporciona zonas de adherencia para las exoproteínas.
- Proporciona un compartimento periplasmático en los procariontes Gram-positivos, junto con el peptidoglicano y la membrana citoplasmática.